# ПВК Смедерево
ПВК Смедерево је српски пливачки-ватерполо клуб из Смедерева.

## Историја
Клуб је основан 15. марта 2013.